# Viktar Zueŭ
Viktar Valer'evič Zueŭ (in bielorusso Ві́ктар Вале́р'евіч Зу́еў?; 22 maggio 1983) è un pugile bielorusso.

## Palmarès

### Olimpiadi
- 1 medaglia:
  - 1 argento (Atene 2004 nei pesi massimi)

### Mondiali dilettanti
- 2 medaglie:
  - 2 bronzi (Bangkok 2003 nei pesi massimi; Milano 2009 nei pesi supermassimi)

### Europei dilettanti
- 4 medaglie:
  - 2 argenti (Pula 2004 nei pesi massimi; Mosca 2010 nei pesi supermassimi)
  - 2 bronzi (Perm 2002 nei pesi massimi; Minsk 2013 nei pesi supermassimi)